# Случај шампиона
„Случај шампиона” је југословенска ТВ комедија из 1977. године. Режирао га је Градимир Мирковић а сценарио је написао Радомир Смиљанић.

## Улоге
| Глумац                 | Улога |
| ---------------------- | ----- |
| Миодраг Петровић Чкаља | Бокан |
| Злата Петковић         |       |
| Чедомир Петровић       |       |